# Saxifraga stolonifera
Saxifraga stolonifera, conocida comúnmente como saxifraga o geranio de fresas, es una especie de planta fanerógama perteneciente a la familia Saxifragaceae, es nativa de Asia pero se ha extendido a otros continentes.

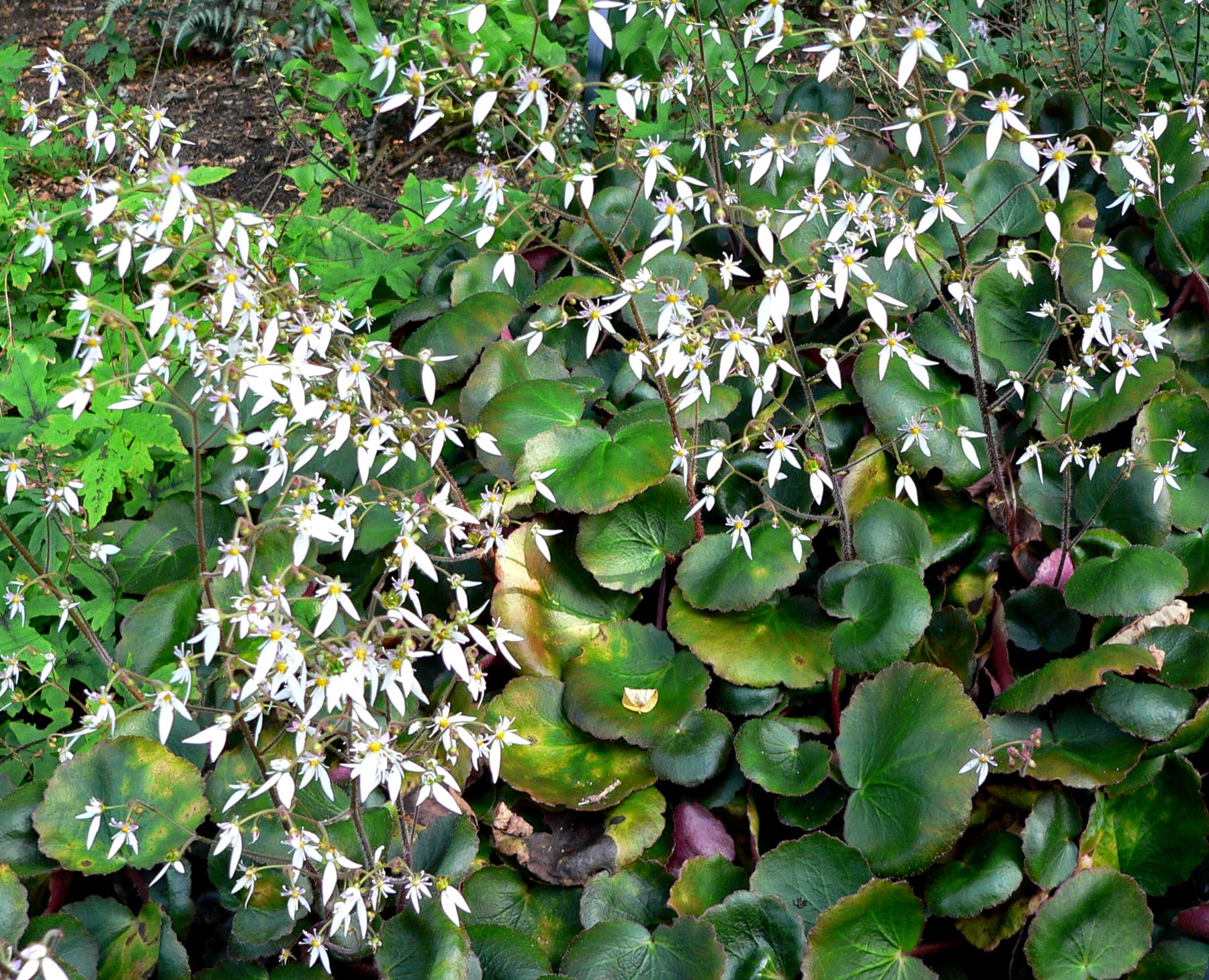

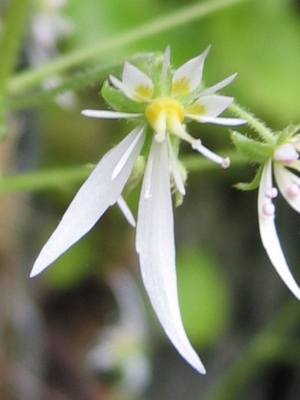
Detalle de la flor

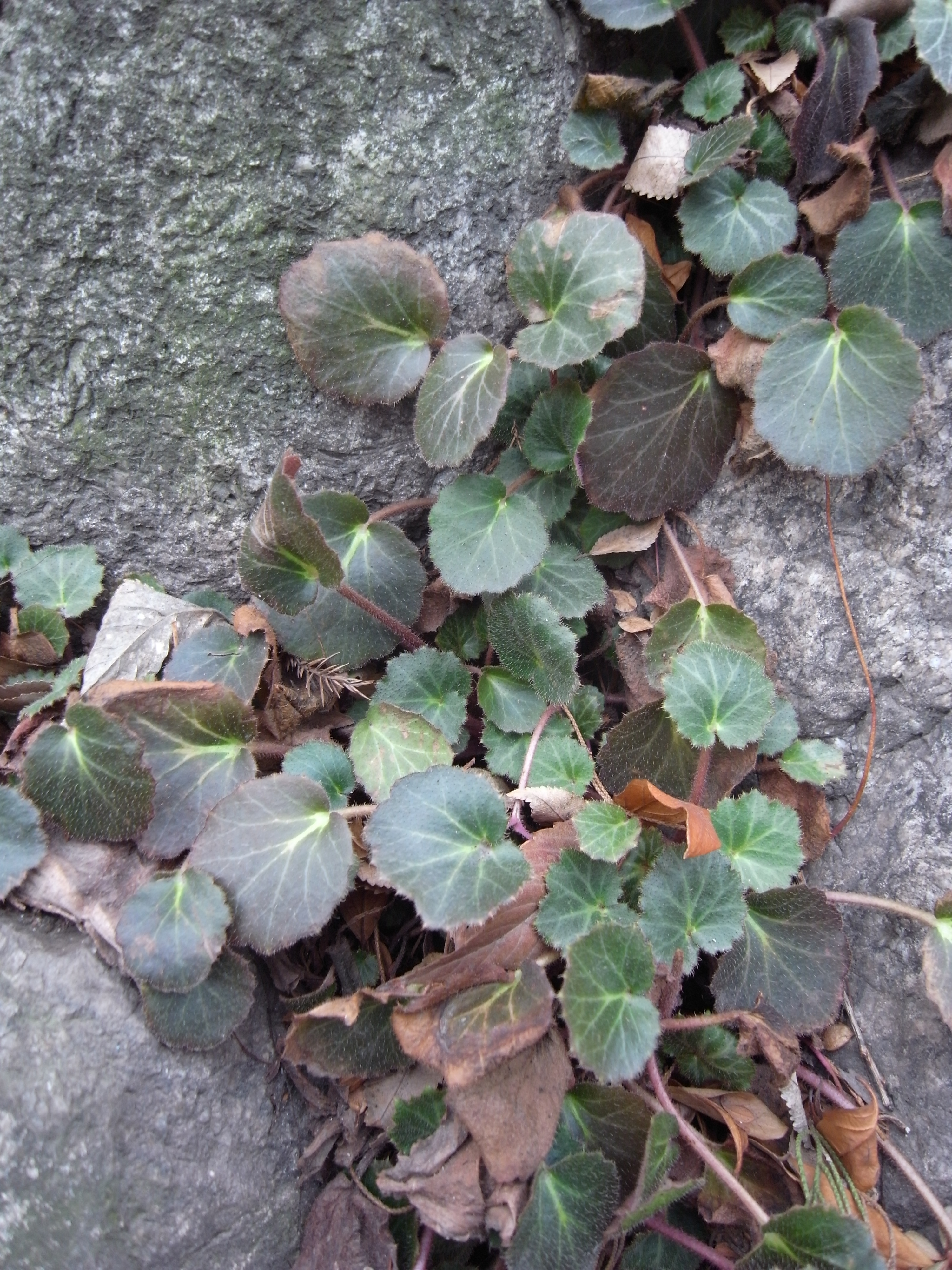
En su hábitat

## Descripción
Es una planta perenne muy conocida como planta ornamental por sus atractivas flores  blancas con pétalos pintados y ovario de color amarillo brillante. S. stolonifera también se usa como planta de hogar. Se reproduce mediante estolones.

## Usos
La planta es usada como alimento en la cocina japonesa y como hierba medicinal, pues contiene quercetina que in vitro ha demostrado propiedades anticancerígenas.

## Taxonomía
Saxifraga stolonifera fue descrita por William Curtis y publicado en Philosophical Transactions of the Royal Society of London 64(1): 308, no. 2541. 1774.
Etimología
Saxifraga: nombre genérico que viene del latín saxum, ("piedra") y frangere, ("romper, quebrar"). Estas plantas se llaman así por su capacidad, según los antiguos, de romper las piedras con sus fuertes raíces. Así lo afirmaba Plinio, por ejemplo.
stolonifera: epíteto latino que significa "con estolones".
Sinonimia
- Adenogyna sarmentosa (L.f.) Raf.
- Aphomonix hederacea Raf.
- Diptera cuscutiformis (Lodd.) Heynh.
- Diptera sarmentosa (L.f.) Borkh.
- Diptera sarmentosa (L. f.) Losinsk.
- Ligularia sarmentosa (L.f.) Duval
- Ligularia sarmentosa (L. f.) Haw.
- Robertsonia sarmentosa (L.f.) Link
- Rupifraga cuscutiformis (Lodd.) Raf.
- Rupifraga sarmentosa (L.f.) Raf.
- Saxifraga chaffanjonii H. Lév.
- Saxifraga chinensis Lour.
- Saxifraga cuscutiformis Lodd.
- Saxifraga dumetorum Balf. f.
- Saxifraga fortunei var. tricolor Lem.
- Saxifraga iochanensis H. Lév.
- Saxifraga ligulata Murray
- Saxifraga sarmentosa L.f.
- Saxifraga sarmentosa var. cuscutiformis (Lodd.) Ser.
- Saxifraga sarmentosa var. immaculata Diels
- Saxifraga sarmentosa var. tricolor (Lem.) Maxim.
- Saxifraga stolonifera Meerb.
- Saxifraga stolonifera f. cuscutiformis (Lodd.) Tebbitt
- Saxifraga stolonifera var. immaculata (Diels) Hand.-Mazz.
- Saxifraga veitchiana Balf. f.
- Sekika cyclaminea Medik.
- Sekika sarmentosa (L.f.) Moench[4]